# Cosmos 268
Cosmos 268 (en cirílico, Космос 268) fue un satélite artificial militar soviético perteneciente a la clase de satélites DS (de tipo DS-P1-Yu) y lanzado el 5 de marzo de 1969 mediante un cohete Kosmos-2I desde el cosmódromo de Plesetsk.

## Objetivos
Cosmos 268 fue parte de un sistema de satélites utilizados como objetivos de prueba para el sistema de radares antibalísticos soviéticos. Los satélites del tipo DS-P1-Yu fueron desarrollados por V. M. Kovtunenko en la OKB-586 y fueron utilizados hasta 1978, con un total de 78 lanzamientos.
El propósito declarado por la Unión Soviética ante la Organización de las Naciones Unidas en el momento del lanzamiento era realizar "investigaciones de la atmósfera superior y el espacio exterior".

## Características
El satélite tenía una masa de 400 kg (aunque otras fuentes indican 325 kg) y fue inyectado inicialmente en una órbita con un perigeo de 219 km y un apogeo de 2186 km, con una inclinación orbital de 48,4 grados y un periodo de 109,14 minutos.
Cosmos 268 reentró en la atmósfera el 9 de mayo de 1970.

## Resultados científicos
El decaimiento orbital del cohete portador de Cosmos 268 fue utilizado para refinar los modelos de frenado y reentrada atmosféricos.